# Contea di Nannup
La contea di Nannup è una delle dodici local government areas che si trovano nella regione di South West, in Australia Occidentale. Essa si estende su di una superficie di circa 2.953 chilometri quadrati ed ha una popolazione di 1.192 abitanti.